# Liste der geschützten Landschaftsteile im Bezirk Murau
Die Liste der geschützten Landschaftsteile im Bezirk Murau enthält die geschützten Landschaftsteile im Bezirk Murau.

## Geschützte Landschaftsteile
| Foto |                 | Name                                               | ID       | Standort                            | Beschreibung                      | Fläche    | Datum      |
| ---- | --------------- | -------------------------------------------------- | -------- | ----------------------------------- | --------------------------------- | --------- | ---------- |
| 1    | Datei hochladen | Felsbildung in der Gemeinde St.Marein bei Neumarkt | GLT_0201 | Neumarkt in der Steiermark Standort |                                   | 0,68 ha   | 17.11.2009 |
| 1    | Datei hochladen | Felsbildung in der Gemeinde St.Marein bei Neumarkt | GLT_0202 | Neumarkt in der Steiermark Standort |                                   | 0,14 ha   | 17.11.2009 |
| 1    | Datei hochladen | Zirbenreihe in Teufenbach                          | GLT_0205 | Teufenbach-Katsch Standort          |                                   | 0,18 ha   | 29.12.2011 |
| 1    | Datei hochladen | Furtnerteich. Mariahof                             | GLT_0206 | Neumarkt in der Steiermark Standort | → Hauptartikel : Furtner Teich f1 | 151,17 ha | 12.07.1966 |
| 1    | Datei hochladen | Dürnbergermoor. Murenteich. Schloßteich            | GLT_0207 | Neumarkt in der Steiermark Standort |                                   | 40,7 ha   | 12.07.1966 |
| 1    | Datei hochladen | Puxerloch                                          | GLT_0209 | Teufenbach-Katsch Standort          | → Hauptartikel : Puxerloch f1     | 88,65 ha  | 27.05.2011 |
| 1    | Datei hochladen | Aichermoor                                         | GLT_0210 | Mühlen Standort                     |                                   | 13,19 ha  | 21.11.1967 |
| 1    | Datei hochladen | Leonharditeich und seine Umgebung                  | GLT_0211 | Murau Standort                      |                                   | 16,42 ha  | 14.06.2011 |
| 1    | Datei hochladen | Kalvarienberg in Scheifling                        | GLT_0212 | Scheifling Standort                 |                                   | 1,24 ha   | 11.03.2011 |
| 1    | Datei hochladen | Burg Forchtenstein (Neumarkt)                      | GLT_0214 | Neumarkt in der Steiermark Standort |                                   | 3,46 ha   | 11.03.2011 |
| 1    | Datei hochladen | Rantenbach                                         | GLT_1573 | Ranten KG: Tratten Standort         |                                   | 9,51 ha   | 07.05.2014 |